# Звіринецька (станція метро)
50°25′5″ пн. ш. 30°32′42″ сх. д. / 50.41806° пн. ш. 30.54500° сх. д.
«Звірине́цька» — 32-га станція Київського метрополітену. Розташована на Сирецько-Печерській лінії між станціями «Печерська» та «Видубичі». Відкрита 30 грудня 1991 року. До 18 травня 2023 року мала назву «Дружби Народів».

## Конструкція
Конструкція станції — пілонна трисклепінна з острівною платформою.
Колійний розвиток: 3-стрілочні оборотні тупики з боку станції «Видубичі»;
Середній зал з'єднаний тристрічковим одномаршевим ескалатором з підземним вестибюлем, що має вихід до підземного переходу під бульваром Миколи Міхновського. Наземний вестибюль відсутній.

## Опис
Пілони станції мають зменшену товщину та облицьовані декоративною цеглою різної товщини — цей традиційний матеріал був основним при спорудженні житлових та громадських будівель місцевості, де розташована станція.
Пілони переходять у суцільний карниз, який є нижньою границею склепіння центрального залу, в облицюванні якого використано пластикові зонти. Візуальна вісь станції утворена матовим світловодом, що проходить вздовж всього центрального залу та закінчується у торці над композицією у вигляді фонтану.
Підлога станції була виконана із сірого граніту із вставками з мармуру. За деякий час, внаслідок низької зносостійкості матеріалу, мармур був замінений керамічною плиткою. Склепіння колійних стін повністю покриті пластиковими гідротехнічним зонтами із поперечними розшивками. Назви станції розміщені у окантованих металом цегляних овалах.

## Історія
Станція відкрита 30 грудня 1991 року під назвою «Дружби Народів» за тогочасною назвою бульвару, під яким розташована.
У січні 2023 року в застосунку «Київ Цифровий» було проведено електронне опитування, на якому 76 % підтримали перейменування станції на «Звіринецька» на честь історичної назви місцевості Звіринець.
18 травня 2023 року Київська міська рада ухвалила рішення про перейменування станції на сучасну назву.
13 липня 2023 року архітектори станції затвердили нові шрифти, які використають на її колійних стінах. У цей день на КП «Київський метрополітен» відбулася зустріч з автором цих шрифтів Богданом Гдалем — шрифтовим дизайнером, який за власної ініціативи розпочав роботу над створенням нових написів для станцій «Звіринецька» та «Площа Українських Героїв» на початку 2023 року. Його ідею підтримали архітектори перейменованих станцій та надали всі необхідні погодження.
За оцінками Київського метрополітену, роботи триватимуть до кінця вересня 2023 року, оскільки це тривалий процес і більшість робіт виконується вночі. Станом на липень 2023 року на станціях продовжувався процес заміни інформаційних вказівників і вивісок, зокрема, вже встановлені нові назви на вхідних групах, на вказівниках напрямку руху поїздів та інформаційних стендах.
У ніч з 1 на 2 травня 2024 року з колійних стін станції демонтували стару назву «Дружби Народів» та встановили два з чотирьох комплектів нової. Решту написів мають змонтувати в одну з наступних ночей. Один комплект назви «Звіринецька» має 13 символів, кожен з яких важить від 5 до 6 кг.

## Пасажиропотік
| Рік                           | 2009 | 2011 | 2012 | 2013 | 2014 | 2015 | 2016 | 2017 | 2018 |
| ----------------------------- | ---- | ---- | ---- | ---- | ---- | ---- | ---- | ---- | ---- |
| Пасажиропотік, тис. осіб/добу | 25,7 | 24,7 | 24,7 | 24,7 | 22,9 | 22,2 | 22,0 | 22,5 | 22,8 |

## Галерея

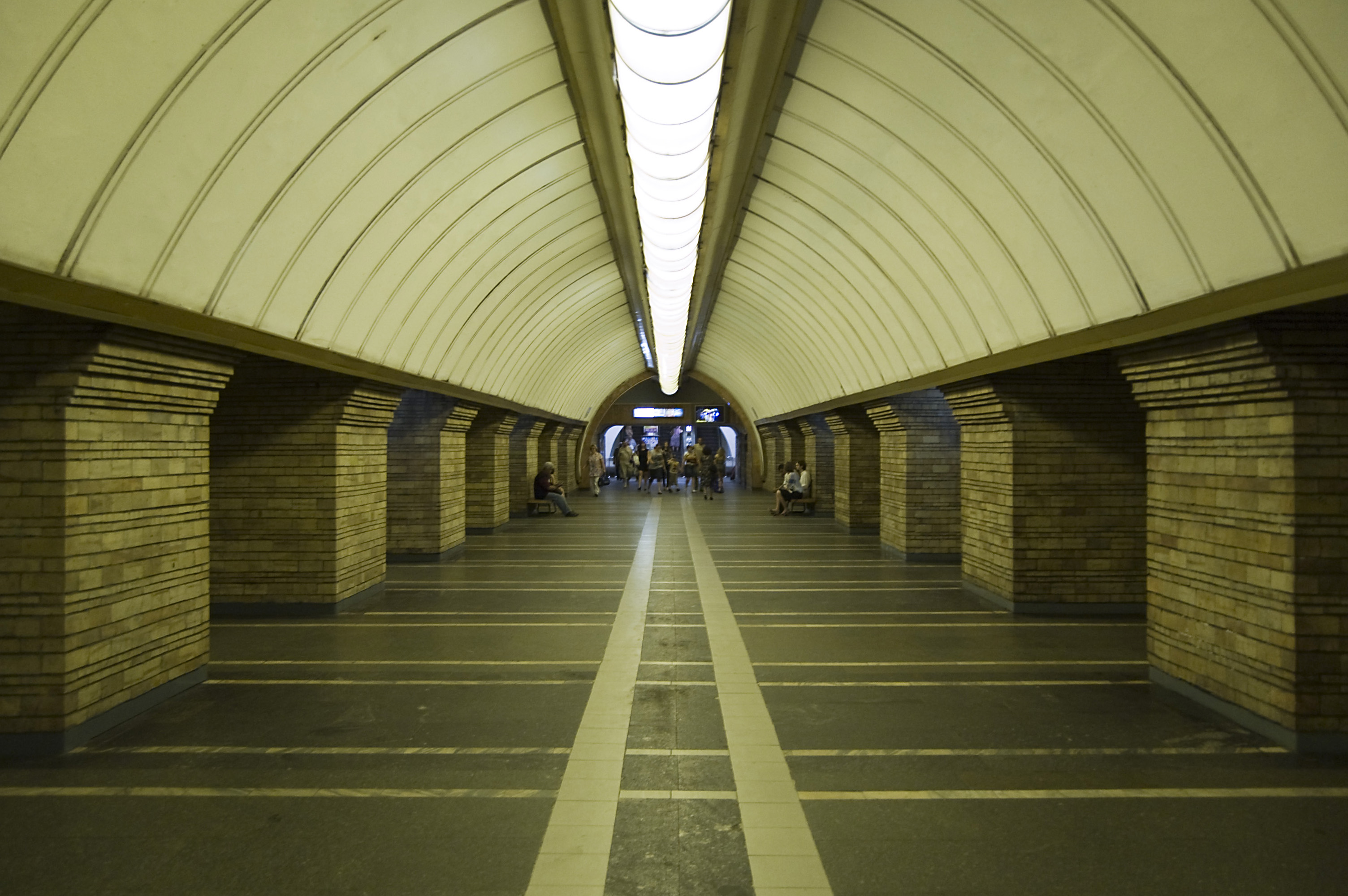
Центральний зал
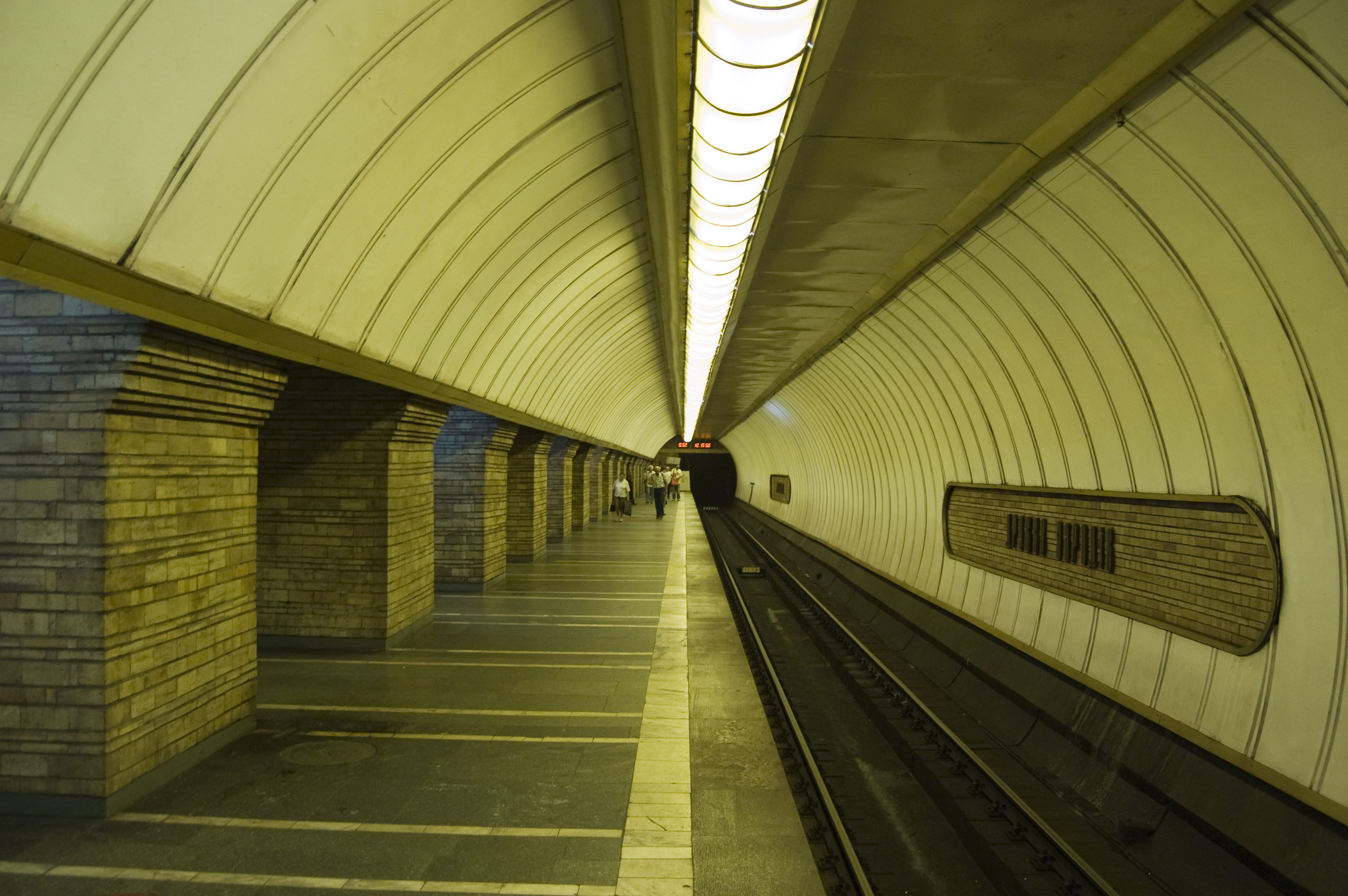
Посадкова платформа
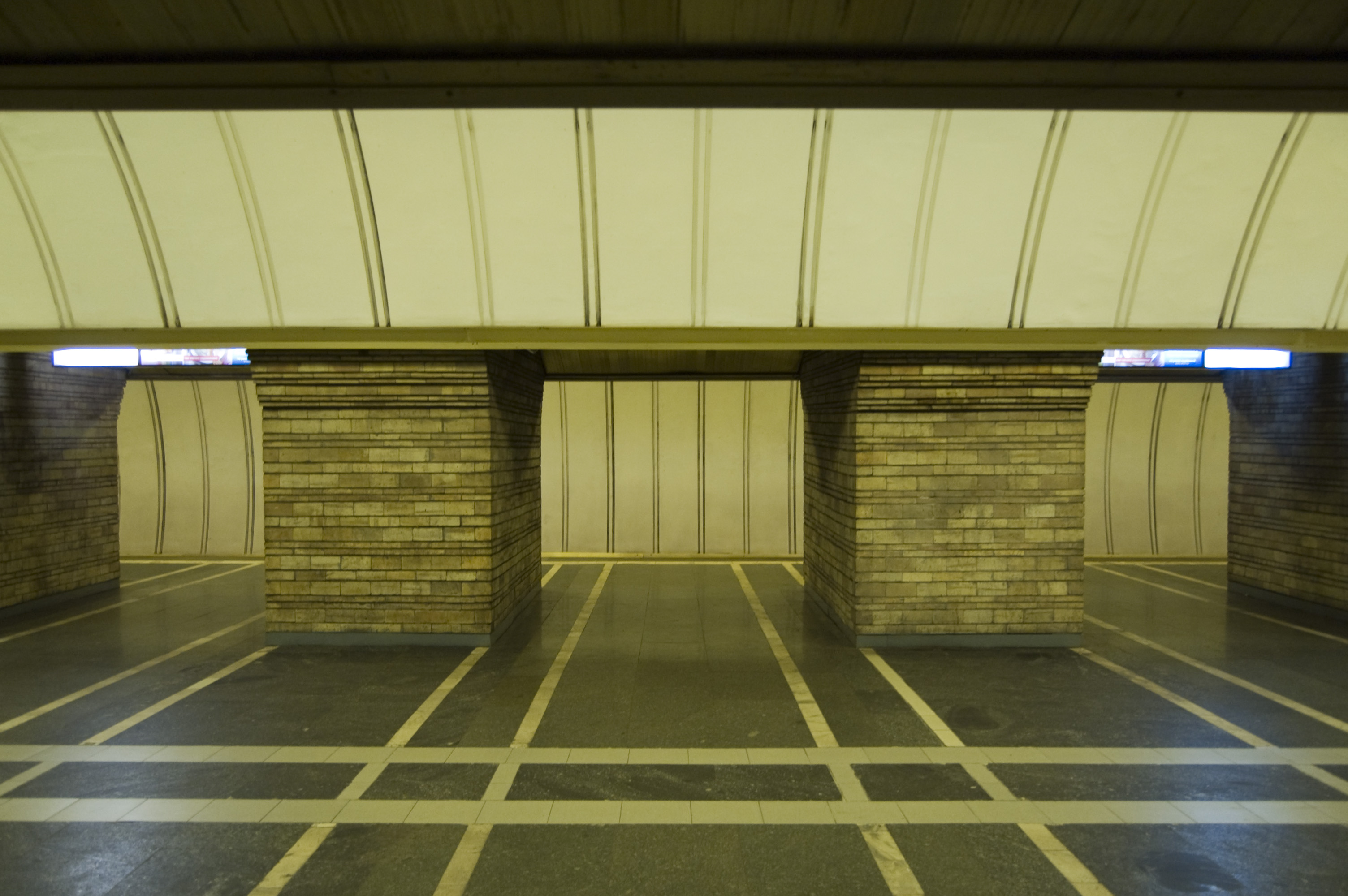
Форма пілонів
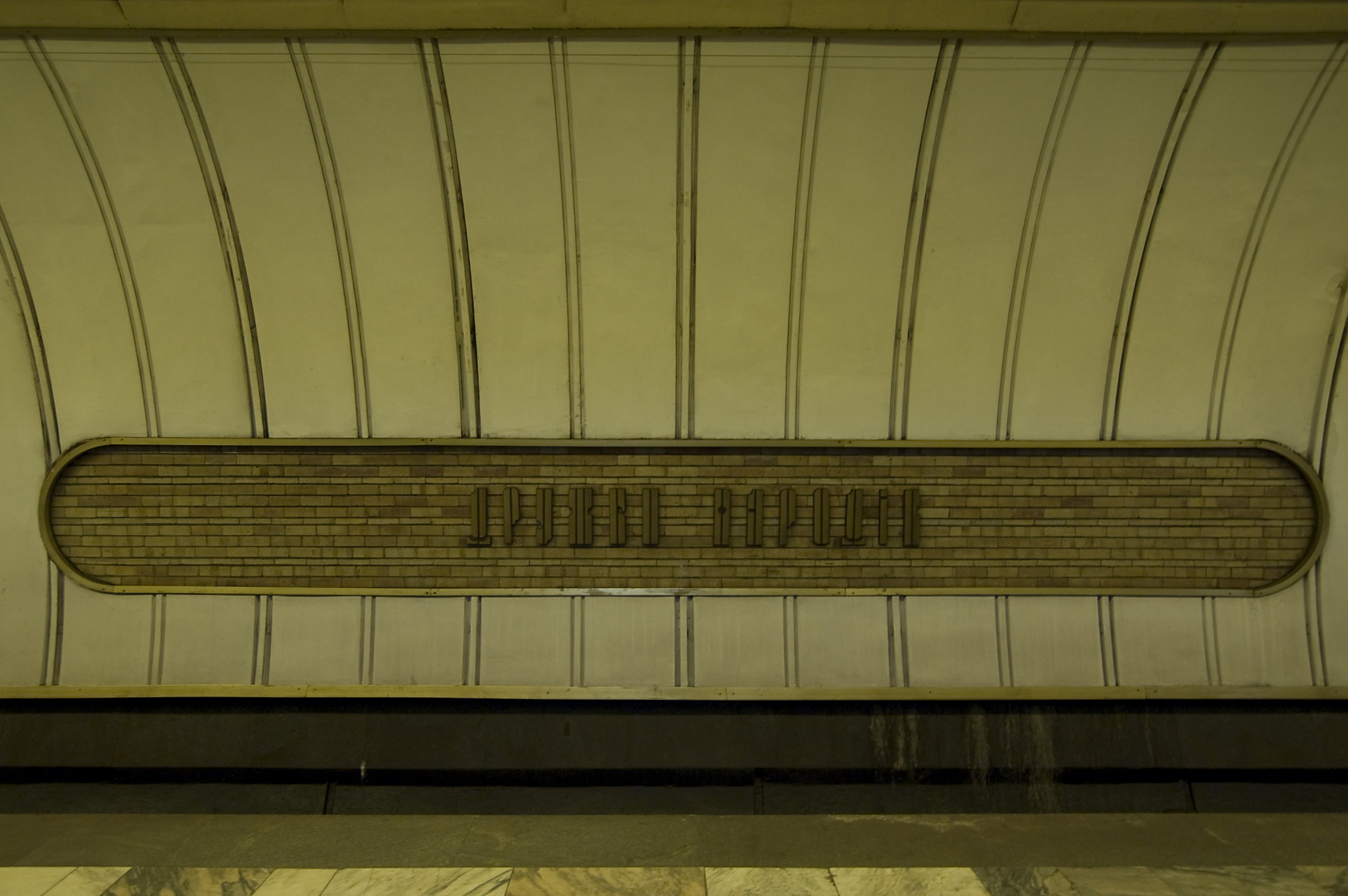
Колишня назва станції на колійній стіні
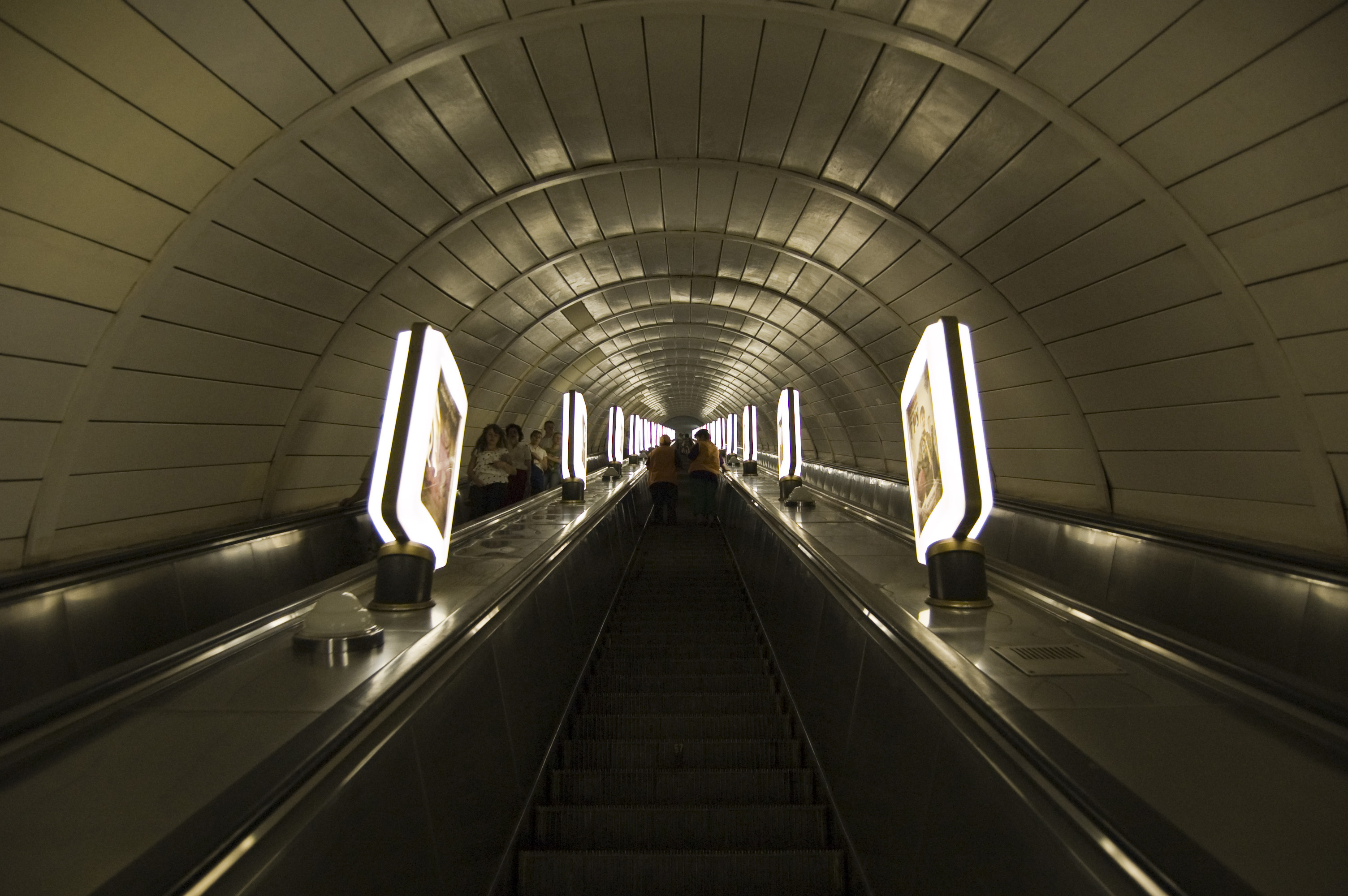
Ескалаторний тунель
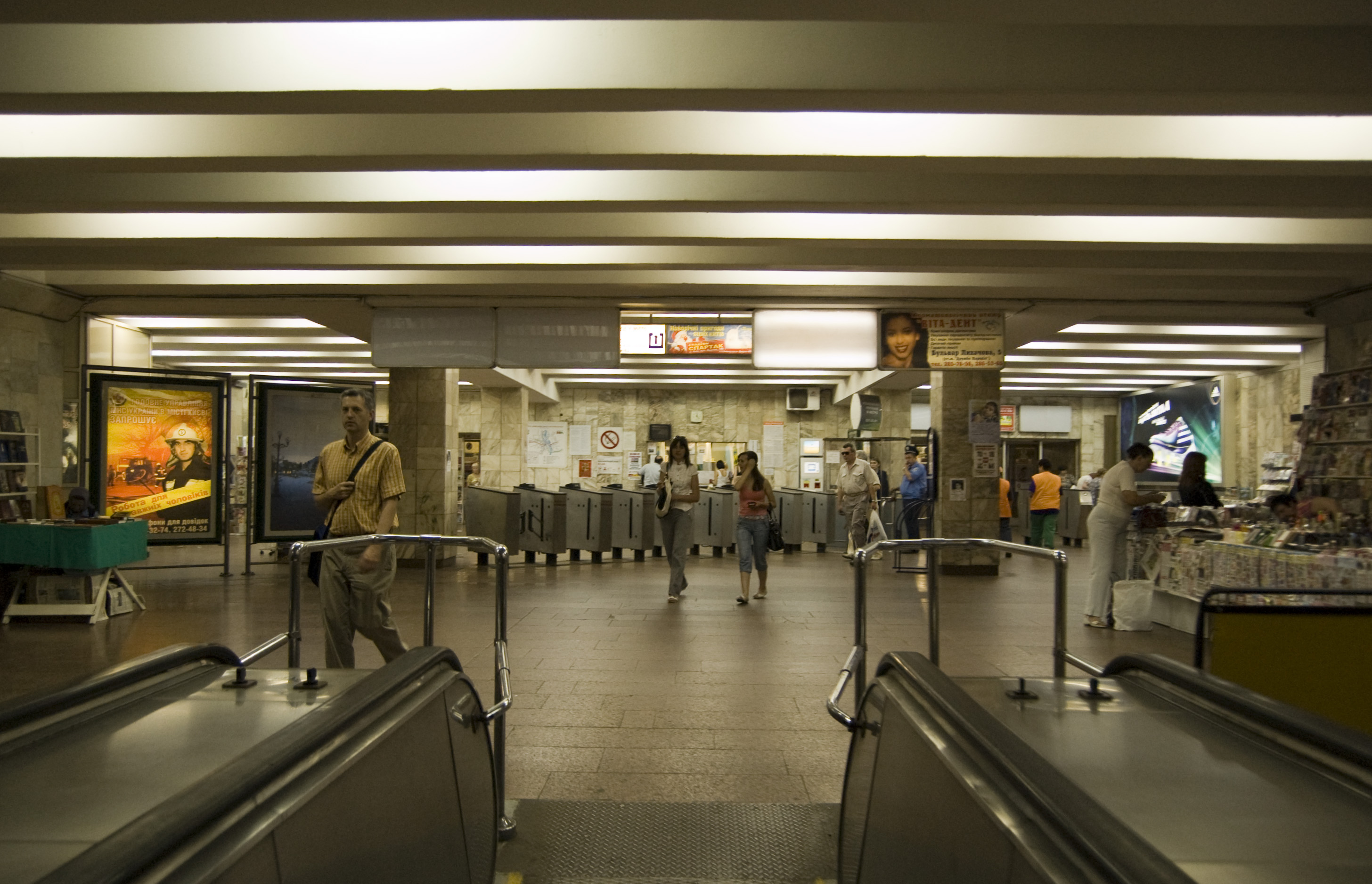
Підземний вестибюль